# Елеево (Башкортостан)
Елеево — упразднённая деревня на территории Караидельского района Республики Башкортостан Российской Федерации. Затоплена в ходе заполнения Павловского водохранилища (1959). Проживали восточные марийцы. Часть переселенцев переехали в Чемаево.

## География
Деревня стояла по берегу реки Уфы

## Топоним
Имело другое название — Земеево.

## История
Деревня возникла по утвержденному Оренбургской губернской канцелярией договору от 6 октября 1736 г., башкиры д. Умряково Ельдякской волости припустили на свою вотчину марийцев.
Из 31-й команды тептярей старшины Шарифа Илькина первыми были припущены Урусбай и Урусай Васильевы, а также Юбашка Юбанов «из двух куничного ясака на землю с лесом по межам… Коим трем человекам и детям их владеть сроком на 30 лет».
Крещеные марийцы Кононовы Ефим, Григорий, Сергей Александровичи в 1861 году были записаны в государственные крестьяне д. Айдос, а также Шафей Ивачев (Григорий Лаврентьев) — в государственные крестьяне с. Ельдяк Бирского уезда.

## Население
| Годы    | 1816 | 1834 | 1842 | 1859 | 1870 | 1917 | 1920 |
| ------- | ---- | ---- | ---- | ---- | ---- | ---- | ---- |
| Марийцы | 69   | 160  | 160  | 158  | 174  | 372  | 364  |

В 1917 году кроме марийцев проживало 50 русских, по 3 чуваша и мишарских татара.

## Инфраструктура
Основа экономики — сельское хозяйство. В 1842 году 21 двор (160 человек) владел 75 десятинами пашни, 130 десятинами сенокоса, 150 десятинами леса, 250 десятинами неудобных угодий. В 1917 году на 56 дворов приходилось 232 десятины посева. Из них беспосевными было 6, до 4 десятин посева было у 35, от 4 до 9 десятин — у 15 хозяйств. В 1842 году 21 двор имел 80 лошадей, 20 коров, 100 овец, 40 коз. В 1917 году в 56 дворах была 91 голова рабочего скота, в 7 дворах русских семей — 17. В 40-х гг. XIX в. на всю деревню приходилось 6 ульев, 17 бортей.